# Corrie Golf Course
Corrie Golf Course is een golfbaan in Corry op het eiland Arran in Schotland. De golfbaan heeft 9 holes en beschikt niet over een driving range. Corrie Golf Course heeft een eigen clubhuis en had in 2013 ongeveer 40 leden.
De golfbaan is opgericht in 1892.

## Scorekaart
| Hole   | Lengte in meter | Lengte in meter | Lengte in meter | Par | Stroke index |
| Hole   | Wit             | Geel            | Rood            | Par | Stroke index |
| ------ | --------------- | --------------- | --------------- | --- | ------------ |
| 1      | 123             | 116             | 123             | 3   | 17           |
| 2      | 182             | 123             | 182             | 3   | 3            |
| 3      | 227             | 200             | 227             | 4   | 5            |
| 4      | 156             | 119             | 156             | 3   | 13           |
| 5      | 113             | 88              | 113             | 3   | 11           |
| 6      | 283             | 218             | 283             | 4   | 1            |
| 7      | 281             | 276             | 276             | 4   | 9            |
| 8      | 143             | 126             | 143             | 3   | 15           |
| 9      | 243             | 206             | 243             | 4   | 7            |
| Totaal | 1.751           | 1.472           | 1.751           | 31  |              |